# Valor tiempo del dinero
El valor del dinero en el tiempo (en inglés, time value of money, abreviado usualmente como TVM) es un concepto económico basado en la premisa de que un inversor prefiere recibir un pago de una suma fija de dinero hoy, en lugar de recibir el mismo valor nominal en una determinada fecha futura. Esta preferencia se debe a que, si el inversor recibe el dinero hoy, podría reinvertir el dinero para obtener un monto mayor en la fecha, debido al interés que genera dicha inversión.
Muchos autores relacionan erróneamente el "valor del dinero en el tiempo" con la inflación. Dado que como se explica anteriormente, el inversor podría encontrarse en un contexto sin inflación y realizar una inversión para obtener un interés. Y si bien la inflación esperada influye en el valor del interés que genere la inversión (siendo mayor cuanto más grande sea la inflación esperada), las inversiones se realizan con una determinada tasa de interés aún con inflación esperada nula.

## Cálculos
Todas las fórmulas relacionadas con este concepto están basadas en la misma fórmula básica, el valor presente de una suma futura de dinero, descontada al presente. Por ejemplo, una suma FV a ser recibida dentro de un año debe ser descontada (a una tasa apropiada r) para obtener el valor presente, PV.

Algunos de los cálculos comunes basados en el valor tiempo del dinero son:
- Valor presente (PV) de una suma de dinero que será recibida en el futuro.
- Valor presente de una anualidad (PVA) es el valor presente de un flujo de pagos futuros iguales, como los pagos que se hacen sobre una hipoteca.
- Valor presente de una perpetuidad es el valor de un flujo de pagos perpetuos, o que se estima no serán interrumpidos ni modificados nunca.
- Valor futuro (FV) de un monto invertido (por ejemplo, en una cuenta de depósito) a una cierta tasa de interés.
- Valor futuro de una anualidad (FVA) es el valor futuro de un flujo de pagos (anualidades), donde se asume que los pagos se reinvierten a una determinada tasa de interés.

Hay una serie básica de ecuaciones que representan las operaciones listadas anteriormente. Las soluciones pueden ser calculadas (en la mayoría de los casos) usando las fórmulas, una calculadora financiera o una hoja de cálculo. Las fórmulas están programadas en casi todas las calculadoras financieras, y algunos programas de hoja de cálculo también las tienen a disposición del usuario (por ejemplo, PV, FV, RATE, NPER y PMT).
Para cualquiera de las ecuaciones, las fórmulas pueden ser utilizadas para determinar cualquier de las variables desconocidas. Para el caso de las tasas de interés, sin embargo, no existe un procedimiento matemático para resolverlas, por lo que la única forma de hacerlo es por medio de prueba y error (para estos casos, una calculadora financiera o una hoja de cálculo es sumamente útil, pues las pruebas tardan fracciones de segundo).
Las ecuaciones son frecuentemente combinadas para usos particulares. Por ejemplo, el precio de los bonos puede ser calculado usando estas ecuaciones.
Para los cálculos sobre anualidades, se debe tener claro si los pagos se hacen al inicio o al final del periodo.

## Fórmulas

### Valor presente de una suma futura
El valor presente del dinero es el monto que una persona estaría dispuesta a pagar hoy a cambio de una cantidad que recibirá en el futuro y está dado por
{\displaystyle VP\ =\ {\frac {VF}{(1+i)^{n}}}}
donde
1. {\displaystyle VP} es el valor en el tiempo {\displaystyle 0} (es decir, el presente),
2. {\displaystyle VF} es el valor en el tiempo {\displaystyle n} (futuro),
3. {\displaystyle i} es la tasa bajo la cual el dinero será aumentado en cada periodo a través del tiempo (interés compuesto),
4. {\displaystyle n} es el número de periodos a futuro.

Esta fórmula es fundamental para determinar el valor tiempo del dinero; todas las demás fórmulas se obtienen a partir de esta.
El valor presente acumulado de flujos de efectivo futuros puede ser calculado sumando las contribuciones de {\displaystyle FV_{t}}, el valor del flujo de efectivo en el tiempo {\displaystyle t}:
{\displaystyle VP\ =\ \sum _{t=0}^{n}{\frac {VF_{t}}{(1+r)^{t}}}}
Nótese que esta serie puede ser sumada para un valor {\displaystyle n} dado, o cuando {\displaystyle n\to \infty }.

### Valor presente de una anualidad para n periodos de pago
En este caso los valores de flujo de efectivo se mantienen constantes a través de n periodos. El valor presente de una anualidad (VPA) tiene cuatro variables:
1. VPA, el valor del dinero en tiempo t = 0.
2. A, el valor de los pagos individuales en cada periodo.
3. i, la tasa de descuento para cada periodo.
4. n es el número de periodos de pago.

{\displaystyle VP(A)\,=\,{\frac {A}{i}}\cdot \left[{1-{\frac {1}{\left(1+i\right)^{n}}}}\right]}
Para obtener el VP de una anualidad anticipada, multiplicar la ecuación anterior por (1 + i).

### Valor presente de una anualidad creciente
En este caso, cada uno de los flujos de efectivo crecen por un factor de (1+g). Similar a la fórmula de una anualidad, el valor presente de una anualidad creciente usa las mismas variables en adición a g, que es la tasa de crecimiento de la anualidad (A es el pago de la anualidad en el primer periodo).
{\displaystyle VP\,=\,{A \over (i-g)}\left[1-\left({1+g \over 1+i}\right)^{n}\right]}

### Valor presente de una perpetuidad
Cuando {\displaystyle n\rightarrow \infty }, el PV de una perpetuidad (una anualidad perpetua) es una simple división:
{\displaystyle PV(P)\ =\ {A \over i}}

### Valor presente de una perpetuidad creciente
Cuando la perpetuidad anual crece a una tasa fija (g), se debe utilizar esta fórmula. En la realidad, hay pocos instrumentos financieros que cumplan con esta característica. Sin embargo, suponga que un analista intenta calcular el valor de la acción de una empresa que paga dividendos. El analista podrá estimar el pago de dividendos para los próximos periodos, pero llegará a un punto en que no podrá seguir estimando hacia el futuro. A partir de este punto, el analista debe estimar cuánto puede crecer el pago de dividendos en la perpetuidad. Por ejemplo, la empresa aumentará los dividendos en un 3 % durante los próximos tres años, y de ahí en adelante, los dividendos aumentarán un 1 % cada año. El valor de esta perpetuidad se calcula de la siguiente forma:
{\displaystyle VPGP\ =\ {A \over (i-g)}}

### Valor futuro de una anualidad
- VF(A), el valor de la anualidad A en el tiempo = n (futuro).
- A, el valor de los pagos individuales en cada periodo de pago.
- i, la tasa de interés.
- n, el número de periodos de pago.

{\displaystyle VF(A)\,=\,A\cdot {\frac {\left(1+i\right)^{n}-1}{i}}}

### Valor futuro de una anualidad creciente
Consiste en la idea de invertir en el momento actual, para obtener un rendimiento en el futuro.
- VF(A), el valor de la anualidad A en el tiempo {\displaystyle n}.
- A, el valor de los pagos individuales en cada periodo de pago.
- i, la tasa de interés.
- g, la tasa de crecimiento en cada periodo.
- n, el número de periodos de pago.

Cuando {\displaystyle i\neq g}, tenemos
- {\displaystyle VF(A)\,=\,A\cdot {\frac {\left(1+i\right)^{n}-\left(1+g\right)^{n}}{i-g}}},

mientras que si {\displaystyle i=g}, resulta
- {\displaystyle VF(A)\,=\,A\cdot n(1+i)^{n-1}.}